# スタンディング・カール
スタンディング・カール(standing curl)は、ウエイトトレーニングの種目の一つ。上腕二頭筋に主に刺激を与え、上腕筋・腕橈骨筋にも負荷がかかる。
バーベル・カールではバーベルや拳を見るように顎を引くことが重要視される。上腕二頭筋のトレーニングを行う際にはケガをしないこと、具体的には重くて、きちんと持つことができ、効く重量で行うことが大切である。同時に、最初にウエイトを持った時にきちんと負荷がかかっていることが重要視される。
上腕二頭筋をターゲットにする際には骨盤を後退させ下腹部に力が入るようにすべきである。

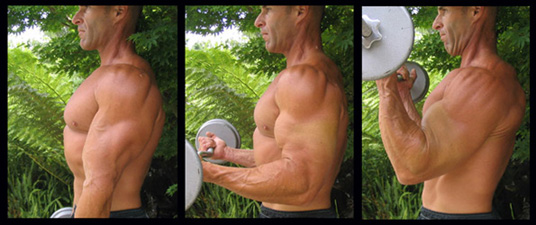
スタンディング・バーベル・カール

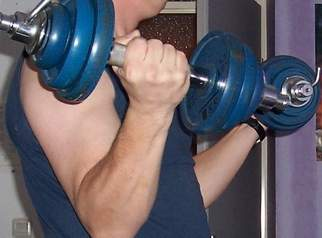
スタンディング・ダンベル・カール

## 具体的動作

### スタンディング・バーベル・カール
1. アンダーグリップで肩幅よりやや広くバーベルを持って直立する。胸を張り、心持ち前傾姿勢をとる。
2. 息を吐きながら、バーベルを上げる。
3. 上腕二頭筋が十分に収縮するのを感じ取ったら、息を吸いながら元の姿勢に戻る。
4. 2~3を繰り返す。

### スタンディング・EZバー・カール
1. アンダーグリップで肩幅よりやや広くEZバーを持って直立する。胸を張り、心持ち前傾姿勢をとる。
2. 息を吐きながら、EZバーを上げる。
3. 上腕二頭筋が十分に収縮するのを感じ取ったら、息を吸いながら元の姿勢に戻る。
4. 2~3を繰り返す。

### スタンディング・ダンベル・カール
1. アンダーグリップでダンベルを持って直立する。胸を張り、心持ち前傾姿勢をとる。
2. 息を吐きながら、ダンベルを上げる。
3. 上腕二頭筋が十分に収縮するのを感じ取ったら、息を吸いながら元の姿勢に戻る。
4. 2~3を繰り返す。

### スタンディング・ダンベル・スクリューカール
1. ニュートラルグリップでダンベルを持って両手の手のひらが向き合うようにして直立する。胸を張り、心持前傾姿勢をとる。
2. 息を吐きながら、ダンベルを上げる。
3. 肘の角度が90度になるところで、肘を絞りながら手のひらを上に向ける。
4. 上腕二頭筋が十分に収縮するのを感じ取ったら、息を吸いながら元の姿勢に戻る。肘の角度が90度になるところで、手のひらの向きを内側に戻す。
5. 2~4を繰り返す。

### スタンディング・ケーブル・カール
1. ロープーリーにアタッチメントのカールバー(ハンドル)をセットする。アンダーグリップでハンドルを持って直立する。胸を張り、心持ち前傾姿勢をとる。
2. 息を吐きながら、ハンドルを上げる。最大収縮位で動作を止めるようにする。
3. 上腕二頭筋が十分に収縮するのを感じ取ったら、息を吸いながら元の姿勢に戻る。
4. 2~3を繰り返す。

片手で行う場合はワンハンドルバーを用いる。